# Orala allergisyndromet
Orala allergisyndromet (OAS) innebär klåda och svullnad i mun och svalg som förekommer vid födoämnesöverkänslighet, i Sverige framförallt hos björkpollenallergiker och gråboallergiker. Reaktionen beror på att olika födoämnen korsreagerar (se korsreaktioner) med björkpollen respektive gråbopollen.

## Symtom
Vanligast är klåda eller brännande känsla och ibland svullnad av läppar, I munhåla, tunga och svalg, alltså de ytor som kommit I kontakt med födoämnet. I en del fall kan symptom uppträda även från andra kroppsdelar.
Enligt en italiensk undersökning fördelade sig symptom utlösta av frukt och grönsaker på följande sätt (siffrorna anger procent):
- Orala symtom	39
- Nässelutslag/angioödem	19
- Gastrointestinala symtom	13
- Svullnad i stämband	6
- Rinit	6
- Astma	3
- Eksem	2
- Anafylaxi	<1

## Födoämnen som ger besvär
De födoämnen som oftast ger besvär hos björkpollenallergiker är framförallt nötter, kiwi och frukter tillhörande den botaniska familjen Roasaceae. såsom äpple, päron och stenfrukter.
Födoämnen eller kryddor som har samband med gråboallergi hör framförallt till flockblomstriga växter, Apiaceae. Selleri, persilja, koriander, morot, vitlök, curry, paprika, kamomill och brödkryddor som anis, fänkål och kummin korsreagerar med gråbopollen.